# Miljenko Marić
Miljenko Marić (Dramiševo (Nevesinje, BiH), 12. srpnja 1936. - Uppsala, Švedska, 20. kolovoza 1999.), hrvatski književnik

## Životopis
Rođen u Dramiševu. U okolici Vinkovaca i u nevesinjskom selu Luci pohađao je pučku školu. Godine 1960. prebjegao je u Austriju otkamo je 1961. preselio u Švedsku. U Švedskoj je boravio sve do smrti. Prvo je radio u tvornici, a potom u prijevozničkom poduzeću. Umro u Uppsali u Švedskoj. Uvršten u Leksikon hrvatskih književnika BiH od najstarijih vremena do danas.

## Djela
- Domovina, ljubav i suze u pjesmama (Pjesme, 1995.)[1]